# Susan J. Napier

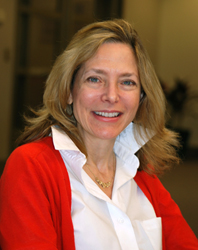
Susan Napier (2008)

Susan Jolliffe Napier (* 1955) ist eine amerikanische Japanologin und lehrt aktuell an der Tufts University. Zuvor war sie Professorin für japanische Literatur und Kultur an der University of Texas at Austin und hatte eine Gastprofessur am Institut für Ostasiatische Sprachen und Kulturen an der Harvard University sowie für Kino- und Medienforschung an der University of Pennsylvania. Ihr Forschungsschwerpunkt sind japanische fantastische Literatur, Anime und Manga.

## Leben
Napier ist die Tochter des Historikers Reginald Phelps und Julia Sears Phelps und wuchs in Cambridge, Massachusetts auf. An der Harvard University, an der auch ihre Eltern studierten, absolvierte sie ihr Studium und wurde schließlich promoviert.
1991 erschien Napiers Buch Escape from the Wasteland: Romanticism and Realism in the Fiction of Mishima Yukio and Oe Kenzaburo, 1996 folgte The Fantastic in Modern Japanese Literature: The Subversion of Modernity. Ab 1989 war sie interessiert an Anime und Manga, zunächst insbesondere Akira, das ihr Interesse geweckt hatte. In Folge erschien 2001 ihr drittes Buch Anime from Akira to Princess Mononoke: Experiencing Contemporary Japanese Animation, ihr erstes über Anime. Es wurde dreimal neu aufgelegt, ehe 2005 eine überarbeitete und aktualisierte Fassung als Anime From Akira To Howl's Moving Castle erschien. 2007 folgte From Impressionism To Anime: Japan As Fantasy And Fan Cult In The Western Imagination, das sich in stärker mit der Anime-Fanszene beschäftigt.

## Werke
- The Fantastic in Modern Japanese Literature. The Subversion of Modernity. Routledge, London 1996
- Vampires, Psychic Girls, Flying Women and Sailor Scouts. In Dolores P Martinez (Hrsg.): The Worlds of Japanese Popular Culture. Gender, Shifting Boundaries and Global Culture. Cambridge University Press, 1998.
- Confronting Master Narratives. History As Vision in Miyazaki Hayao's Cinema of De-assurance. In: Positions East Asia Cultures Critique, Vol. 9 2001.
- Anime from Akira to Howl’s Moving Castle. Experiencing Japanese Animation. Palgrave Macmillan, 2005.
- Meet Me on the Other Side. Strategies of Otherness in Modern Japanese literature. Routledge, London 2006.
- „Excuse Me, Who Are You?“ Performance, the Gaze, and the Female in the Works of Kon Satochi. In Steven T. Brown (Hrsg.): Cinema Anime. Critical Engagements with Japanese Animation. Palgrave Macmillen, 2006.
- From Impressionism to Anime. Japan as Fantasy and Fan Cult in the Mind of the West. Palgrave Macmillan, 2007.
- When the Machine Stops. Fantasy, Reality, and Terminal Identity in Neon Genesis Evangelion and Serial Experiments: Lain. In: Robot Ghosts and Wired Dreams. Japanese Science Fiction from Origins to Anime. University of Minnesota Press, 2007.
- Miyazakiworld. A Life in Art. Yale University Press, 2018.